# N-Gage QD
N-Gage QD è uno smartphone prodotto dall'azienda finlandese Nokia e messo in commercio nel 2004.
È stato progettato e venduto con una spiccata predisposizione all'utilizzo per i videogiochi portatili.

## Caratteristiche
- Dimensioni: 118 x 68 x 22 mm
- Massa: 143  g
- Sistema operativo: Symbian OS 6.1 Series60 v1.0
- CPU: ARM920T, 104 MHz
- Risoluzione display: 176 x 208 pixel a 4.096 colori
- Batteria: BL-6C 3,7v 1070 mAh Li-ion
- Durata batteria in conversazione: 3,5 ore
- Durata batteria in standby: 240 ore (10 giorni)
- Memoria: 3.4 MB espandibile con MMC
- Bluetooth v1.1 e USB